# Paležnica Gornja
Paležnica Gornja je naseljeno mjesto u sastavu općine Doboj, Republika Srpska, BiH.

## Stanovništvo
| Paležnica Gornja   |              |
| godina popisa      | 1991.        |
| Srbi               | 341 (99,71%) |
| Hrvati             | 0            |
| Muslimani          | 0            |
| Jugoslaveni        | 0            |
| ostali i nepoznato | 1 (0,29%)    |
| ukupno             | 342          |